# Kengal, Sindhnur
Kengal là một làng thuộc tehsil Sindhnur, huyện Raichur, bang Karnataka, Ấn Độ.